# Selenophorus houstoni
Selenophorus houstoni är en skalbaggsart som beskrevs av Thomas Casey. Selenophorus houstoni ingår i släktet Selenophorus och familjen jordlöpare. Inga underarter finns listade i Catalogue of Life.